# Gymnastes hylaeus
Gymnastes hylaeus är en tvåvingeart som beskrevs av Alexander 1932. Gymnastes hylaeus ingår i släktet Gymnastes och familjen småharkrankar. Inga underarter finns listade i Catalogue of Life.